# Amico Agnifilo
Amico Agnifilo (ur. 1398, zm. 9 listopada 1476) – włoski duchowny katolicki, kardynał. 

## Życiorys
Biskup L’Aquila 1431–1472 i ponownie od 20 sierpnia 1476 aż do śmierci. Był doradcą królów neapolitańskich Alfonsa I i Ferdynanda I. Wielokrotnie służył jako legat papieski m.in. w prowincji Patrymonium św. Piotra. 18 września 1467 papież Paweł II mianował go kardynałem. Uczestniczył w konklawe 1471. Komendatariusz wielu włoskich opactw benedyktyńskich. Zmarł w L’Aquila w wieku 78 lat.